# Youssef Soliman
Pour les articles homonymes, voir Soliman.
Youssef Soliman, né le 10 janvier 1997 au Caire, est un joueur de squash professionnel représentant l'Égypte. Il atteint en juin 2025 la 8e place mondiale sur le circuit international, son meilleur classement.

## Biographie
Il s'incline en 2015 en finale des championnats du monde junior face au tenant du titre Diego Elías.
Il remporte ensuite le prestigieux British Junior Open moins de 19 ans en 2016.

## Palmarès

### Titres
- Open d'Australie : 2024
- Squash on Fire Open masculin 2024
- CIB Zed Squash Open 2022
- British Junior Open : 2016
- Championnats du monde par équipes : 2023

### Finales
- Open de Malaisie : 2024
- Silicon Valley Open 2024
- Optasia Championships : 2023
- Open de Karachi 2022
- Championnats du monde junior : 2015